# Estêvão Sanches de Pontes
Silva Leme descreve sua famíia no volume III, página 213, de sua «Genealogia Paulistana».
Filho de outro com o mesmo nome, que foi bandeirante ao Guairá em 1628 com Antônio Raposo Tavares, e de Mécia Soares Correia.
Casou com Maria da Veiga filha de Baltazar da Costa Veiga; em 1649 acompanhou Eleodoro Ébanos Pereira em Paranaguá, nas pesquisas de minas de ouro e prata; entradas em 1670 e 1680. Morreu em 1686.